# The Teen Idles
The Teen Idles va ser una grup estatunidenc de punk hardcore fundat a Washington DC el setembre de 1979. Format pels joves Nathan Strejcek, Geordie Grindle, Ian MacKaye i Jeff Nelson, va gravar dues maquetes i l'EP Minor Disturbance abans de separar-se el novembre de 1980. L'influent segell discogràfic independent Dischord Records es va crear amb el propòsit de publicar el disc de The Teen Idles Minor Disturbance. Va ser una fita primerenca en l'escena hardcore de Whasington DC, i MacKaye i Nelson formarien després Minor Threat.
The Teen Idles van ser uns dels primers grups punk del moviment hardcore de principis de la dècada del 1980 a sortir de l'escena local per a girar i vendre a nivell nacional. Inspirat en bandes de punk rock com The Cramps, Black Flag i Bad Brains, la música de The Teen Idles va ser una versió primerenca del hardcore punk i un intent, en paraules de MacKaye, «d'allunyar-se d'una música realment corrupta». La seva presència pública, les lletres i l'estil musical van intentar reviure un moviment punk que creien que havia perdut el seu sentit original i estava essent distorsionat per la new wave.

## Història
The Teen Idles va aparèixer en diverses recopilacions de punk hardcore al llarg de les dècades del 1980 i 1990, especialment a la col·lecció Flex Your Head, publicada per Dischord Records el gener de 1982. Per a celebrar la referència número 100 del segell, Dischord Records va publicar l'EP Anniversary el 1996, que inclou les dues sessions de gravació que la banda havia enregistrat el febrer i l'abril de 1980.
Ian MacKaye va explicar al documental musical Another State of Mind que «quan em vaig convertir en punk la meva lluita principal va ser contra la gent que m'envoltava: els amics». Quan MacKaye tenia 13 anys es va traslladar a Palo Alto durant nou mesos. Al seu retorn, els seus amics havien començat a consumir drogues i a beure alcohol: «vaig dir-me: "Déu meu, no vull ser com aquesta gent, no encaixo gens amb ells", així que era una alternativa».
L'emblema gràfic més associat amb el moviment straight edge és una X negra dibuixada als dorsos de les mans amb retolador. Segons MacKaye: «estàvem a San Francisco i vam tocar a un lloc anomenat Mabuhay Gardens. Van descobrir que érem menors d'edat i no ens deixaven tocar. Vam arribar a un acord amb la direcció de la sala perquè només volíem tocar i no anàvem a beure, així que van aconseguir un marcador i ens van ratllar una X gran a la mà. Així que vam tornar a Washington DC vam anar a una discoteca i vam dir "Ei mira, no volem beure i ens posarem aquesta X a la mà. Si ens veus bevent ens pots expulsar per sempre. No volem beure, només hem vingut a veure la música"». El símbol es va convertir en un emblema àmpliament estès per a les bandes que tocaven per a un públic menor de l'edat legal per a consumir alcohol. Aleshores el senyal «no representava encara una persona straight edge sinó que simplement identificava els nens. Es tractava de ser joves punk rockers».

## Discografia
- Minor Disturbance (1980, Dischord)
- Anniversary (1996, Dischord)